# Auguste Pavie

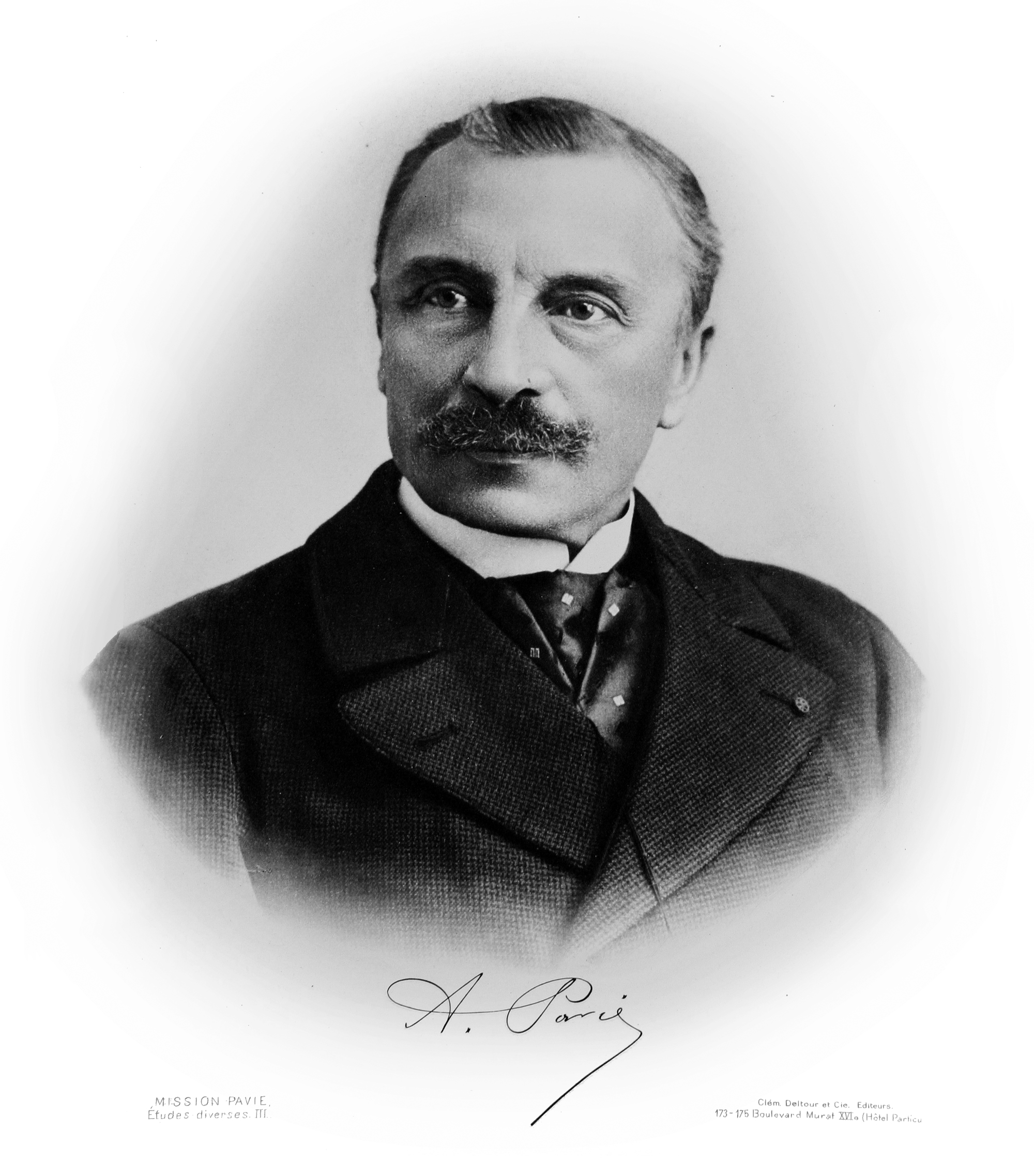
Auguste Pavie

Auguste Jean Marie Pavie (* 31. Mai 1847 in Dinan, Département Côtes-d’Armor; † 7. Mai 1925 in Thourie, Département Ille-et-Vilaine) war ein französischer Kolonialbeamter, Entdecker und Diplomat in Südostasien. Als erster französischer Vizekonsul in Laos (ab 1887), Generalkonsul in Bangkok (Siam) und ab 1893 Generalkommissar in Laos trieb er maßgeblich die französische Kolonisierung von Laos voran.

## Leben
Pavie wuchs als Sohn eines Polizeikommissars in der bretonischen Kleinstadt Guingamp auf. Mit 17 Jahren wurde er Soldat. Als Sergent der Marineinfanterie wurde er 1869 nach Cochinchina (Südvietnam) versetzt, das Frankreich wenige Jahre zuvor als Kolonie erobert hatte. Während des Deutsch-Französischen Kriegs 1870/71 kehrte er nach Europa zurück. Danach trat er in den Post- und Telegraphendienst der Kolonialverwaltung und wurde zunächst in Long Xuyên in Cochinchina stationiert.
1876 wurde er in die Hafenstadt Kampot im Süden Kambodschas (das seit 1867 unter französischem Protektorat stand) versetzt. Seit dieser Zeit lernte er die Khmer-Sprache und studierte die kambodschanische Kultur und Gesellschaft. Sein nächster Posten war ab 1879 in Phnom Penh. Der Gouverneur der Kolonie Cochinchina, Charles Le Myre de Vilers, beauftragte ihn mit dem Bau einer Telegraphenverbindung zwischen Phnom Penh und Bangkok, der Hauptstadt des benachbarten Königreichs Siam (heute Thailand). Während dieser Mission erkundete und kartographierte er das Gebiet – der Beginn seiner 16 Jahre umspannenden Entdeckungstätigkeit in Indochina. Er gewöhnte sich das Barfußlaufen, das Tragen eines Sampot (eine Art weite Hose der Khmer), eines breitkrempigen Huts und eines beeindruckenden Barts an.

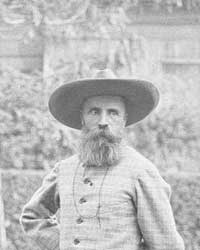
Pavie um 1890

Pavie initiierte 1885 die École cambodgienne, eine Vorläuferin der 1889 gegründeten École coloniale, die die Grundlage zur Ausbildung von Administratoren für das französische Kolonialreich legte. Im November 1885 ernannte die französische Regierung Pavie zum Vize-Konsul in Laos, er trat den Posten in der laotischen Hauptstadt Luang Prabang aber erst im Februar 1887 an. Mit einem im Mai 1886 geschlossenen Vertrag stimmte Siam, das damals die Oberherrschaft über Laos ausübte, der Errichtung eines französischen Konsulats in Luang Prabang zu. Als Truppen des Herrschers der „Weißen Tai“ von Muang Lay, Đèo Văn Trị (Khamhum), zusammen mit chinesischen Rebellen der „Schwarzen Flaggen“ 1887 Luang Prabang angriffen, sandte Pavie seine kambodschanischen Mitarbeiter zum Palast, wo sie den König Oun Kham retteten. Dieser war – nach französischer Darstellung – Pavie anschließend so dankbar, dass er sich dem französischen Protektorat unterstellte.
Unterstützt von französischen Kolonialtruppen aus Tonkin unter Oberst Pernot zog Pavie 1888 den Schwarzen Fluss hinauf nach Muang Lay und erreichte, dass Đèo Văn Trị die französische Oberherrschaft über Sip Song Chu Thai anerkannte. Der siamesische Vertreter in Muang Then (Điện Biên Phủ) musste im Dezember 1888 alle Ansprüche Siams über das Gebiet am Roten und Schwarzen Fluss (im heutigen Nordwest-Vietnam) aufgeben. Von 1889 bis 1891 führte Pavie eine Mission zur Erkundung und Festlegung der französisch-siamesischen Grenze am Mekong. Seine Gruppe reiste fast 15.000 km durch Laos und Kambodscha sowie durch Tonkin, Annam und das südliche China. Sie kartographierten dabei nicht nur das Gebiet, sondern hielten auch die natürlichen Gegebenheiten der bereisten Länder fest (Relief, Flora, Fauna), ebenso wie Sitten und Gebräuche, Trachten und Wohnbedingungen der örtlichen Bevölkerungen und Informationen zur lokalen Geschichte, die sie von Mönchen erfuhren.
1892 wurde Pavie als französischer Gesandter nach Bangkok berufen. Dort war er nach dem kurzen Französisch-Siamesischen Krieg und dem Pak-Nam-Zwischenfall im Juli 1893 mit den Verhandlungen zur französischen Annexion von Laos beschäftigt. Anschließend wurde er als Commissaire général bzw. Résident Supérieur oberster Vertreter der französischen Protektoratsmacht in Laos. In dieser Zeit verhandelte Pavie mit China über die Grenze zu Laos.
Auguste Pavie kehrte im Oktober 1895 nach Paris zurück, wo er 1897 heiratete und im Jahr darauf einen Sohn bekam. In den folgenden Jahren war er mit der Edition und Herausgabe seiner zehn Bände umfassenden Missionsberichte befasst. Er starb am 7. Mai 1925 in Thourie, Département Ille-et-Vilaine. Nach ihm ist die Pavie Ridge, ein Gebirgskamm auf der Antarktischen Halbinsel, benannt.

## Veröffentlichungen
- Mission Pavie en Indochine : 1879–1895. 11 Bände. Leroux, Paris 1898–1919.
- A la conquete des coeurs : le Pays des millions d'Eléphants. Presses Univ. de France, Paris 1942.

Deutsch
- Eine friedliche Eroberung. Indochina 1888. Horst Erdmann Verlag, Herrenalb 1967.